# 卡尔·亨利希·乌尔利克斯

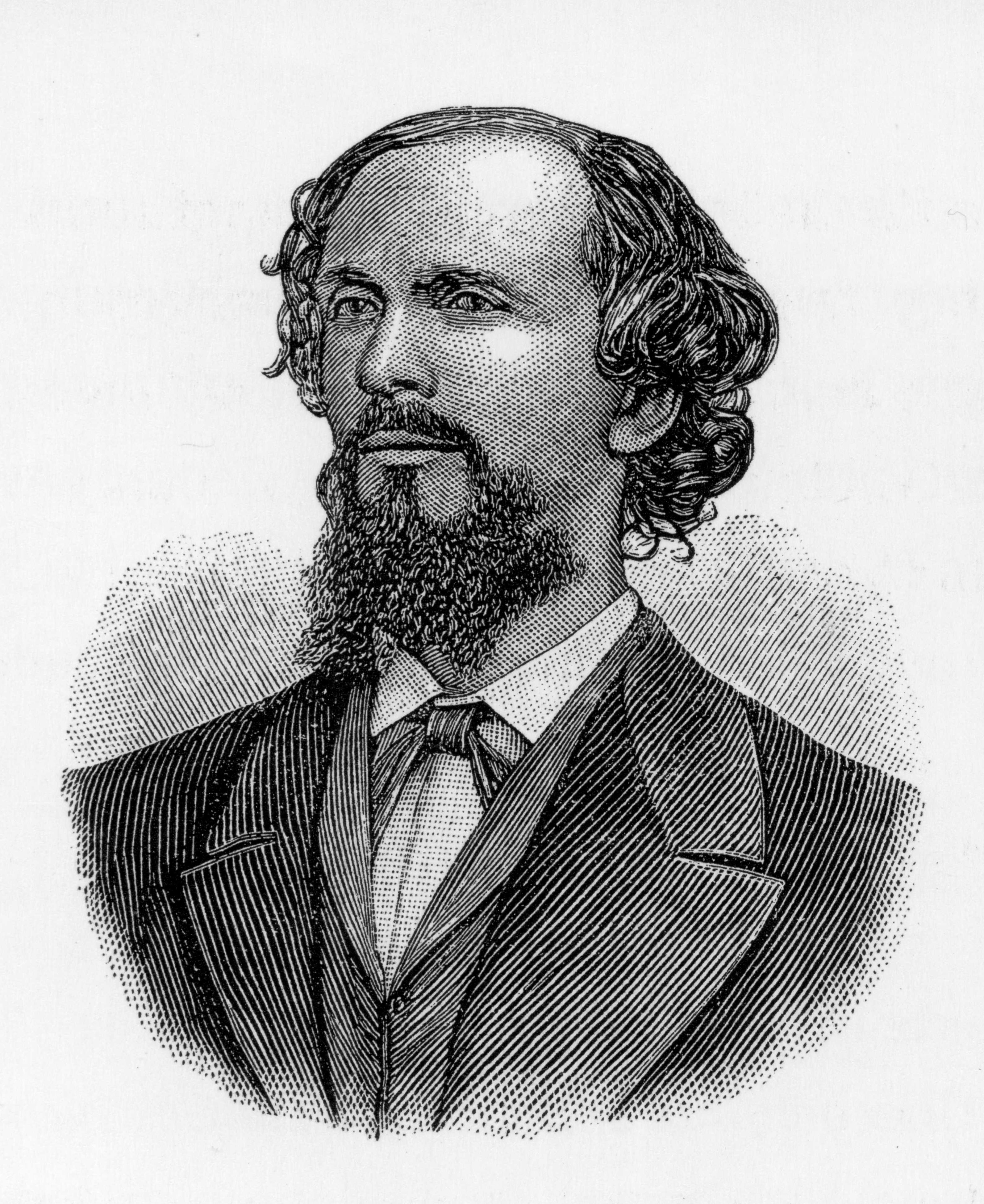
卡尔·亨利希·乌尔利克斯

卡尔·亨利希·乌尔利克斯（Karl Heinrich Ulrichs，1825年8月28日—1895年7月14日），德国法律工作者，是近代欧洲第一个公开自己的同性恋倾向并著书为同性恋辩护并主张同性恋非罪化的人。他认为同性恋是与生俱来的，并于1862年创造了Uranian这个字，来指称男同性恋。
乌尔利克斯从1864年开始共发表过12本册子为同性恋辩护，1868年前的册子他都是以笔名Numa Numantius发表，那之后的册子，都是以他本人的名字发表的。
乌尔利克斯希望证明：惩罚男人间的性接触是不公平的，同性恋者的本质决定他们的行为，因此，没有哪一个立法者应该惩罚具有这一本质的人。通过以上这些，他想阻止普鲁士帝国新宪法第143条（詳見：第175條）在全德国的蔓延。不过，当时没有人听他的，最糟糕的是，医生开始使用他的理论来证明同性恋是一种病态。
乌尔利克斯站出来公开自己同性恋身份并为之辩护的勇气在当时的历史背景下是极其难得的，当时即便是他最忠实的追随者都没有人公开站出来支持他。实际上，当时他是单独作战的。由于缺少经济和舆论的支持，乌尔利克斯把自己流放到意大利一个小村庄，并在那里度过了他的后半生。
Uranian（男同性恋），这个字并没有流行起来，它被后来创造的同性恋（homosexual） 一词取代。